# Liste der Besitzungen der Grafen von Veringen

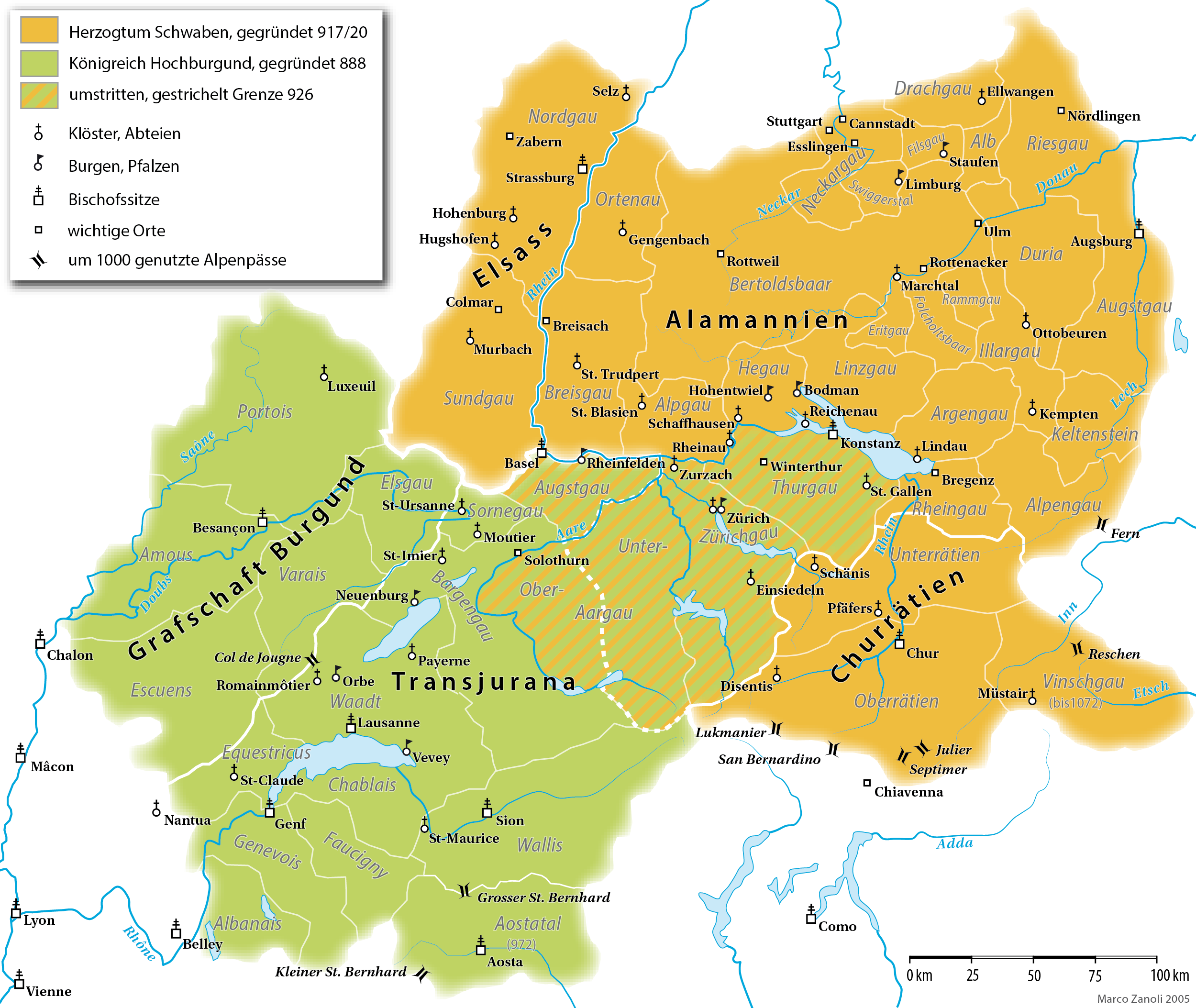
Die Karte des Herzogtums Schwaben zeigt die Herrschaftsgebiete der Grafen von Veringen: den Eritgau und die Folcholtsbaar nördlich des Bodensees

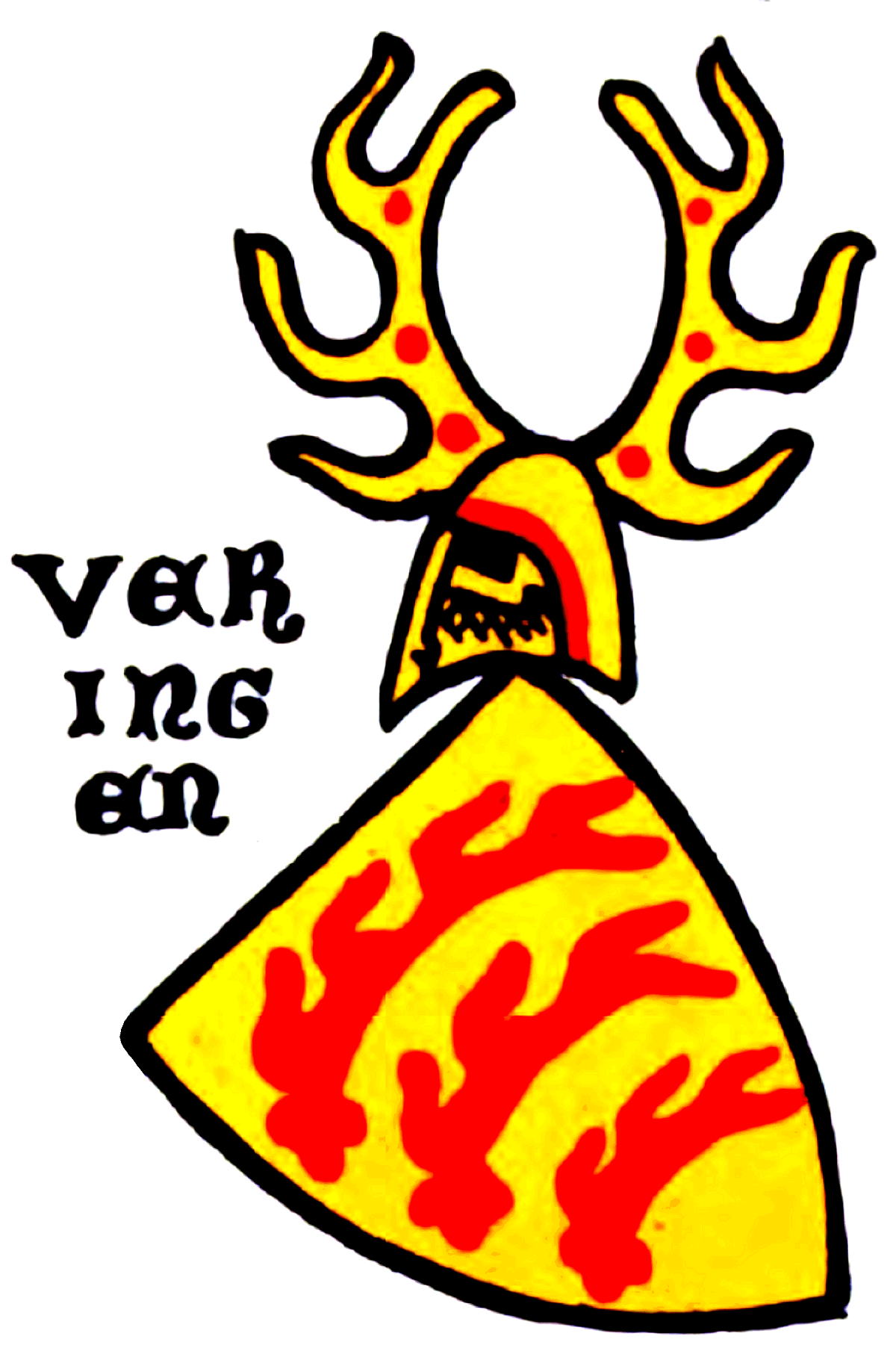
Wappen der Grafen von Veringen in der Zürcher Wappenrolle, ca. 1340

Die Grafen von Veringen waren eine der begütertsten und angesehensten Dynastenfamilien des 11. und 12. Jahrhunderts im süddeutschen Raum. Ihr Stammsitz lag in Veringenstadt auf der Schwäbischen Alb, bei Sigmaringen. Hier umfließt die Lauchert in großem Bogen einen Felssporn, auf dessen breiten Rücken die Ruine der Burg Veringen steht. Eigentliche Grafen von Veringen, das heißt solche, die hier wohnten und sich selbst diesen Namen beilegten, erscheinen urkundlich in den Jahren 1130 bis 1415.
Das Wappen der Grafen von Veringen mit den drei Hirschstangen erscheint auch heute noch in vielen Wappen: z. B. Württemberg, vielen Gemeindewappen, Porsche, VfB Stuttgart. Die folgende Liste gibt einen Überblick über die verstreut liegenden, urkundlich belegten Besitzungen und Einflussgebiete des Geschlechts der Grafen von Veringen im 11. bis 13. Jahrhundert.
| Ort und historische Ortsnamen                                                                            | Ortslage | Art der Besitzungen, Bemerkungen und Quelle | Nachfolgende Besitzer |
| --- | --- | --- | --- |
| Achberg                                                                                                  | Gemeinde im Landkreis Ravensburg | Die Herren von Achberg waren 1197 und 1239 Vasallen der Grafen von Veringen. (Bradler, S. 236.) | Truchsessen von Waldburg |
| Adelegg, mons Adilegg                                                                                    | Östlich von Isny | Das Berggebiet Adelegg ist der nördlichste Ausläufer der Allgäuer Alpen. Die 112 km² große und überwiegend bewaldete Berglandschaft liegt in den Landkreisen Ravensburg und Oberallgäu. Seine höchste Erhebung ist der Schwarze Grat (1118 m), gleichzeitig ist er auch der höchste Berg von Württemberg. | |
| Burg Aderzhofen, Adalharteshoua                                                                          | Östlich von Unlingen bei Riedlingen | Die Herren von Aderzhofen waren 1166 bis 1286 Vasallen der Grafen von Veringen. | |
| Alleshausen, Aleshusin, Alshausen, Alashusen                                                             | Am Federsee bei Bad Buchau | Grafen von Veringen seit Beginn des 11. Jh. Grafen des Eritgaus. | |
| Burg Altenburg, Alte Burg, Altemburg                                                                     | 1 km südl. von Veringendorf | 1310 die Gräfin Verena von Veringen (Witwe des Grafen Heinrich von Veringen) vermacht das sogenannte Gut zu Altenburg ihrer Tochter Anna. | |
| Altheim (bei Riedlingen)                                                                                 | 3 km südwestl. von Riedlingen | Marquard von Veringen amtiert 1150 in Altheim als Graf des Apphagaues. Graf Heinrich von Veringen übereignete 1363 ein Gut zu Altheim an das Kloster Kreuztal." | |
| Altmannshofen, Altmannishovin                                                                            | Gemeinde Aichstetten im Landkreis Ravensburg. | Ministerialien der Grafen von Veringen. (Bradler S. 237.) | |
| Altshausen, Aishusen, Aleshusen                                                                          | Im nördlichen Landkreis Ravensburg zwischen Donau und Bodensee | Altshausen war der ursprüngliche Stammsitz der Grafen Altshausen-Veringen. Dorf und Kirchenpatronat war im Besitz der Grafen von Veringen. 1246 erfolgte der Verkauf von Gütern in und um Altshausen an den Deutschen Orden durch Graf Hartmann von Veringen. | Deutschen Orden |
| Andelfingen, Antolvinga                                                                                  | 1 km östl. von Langenenslingen bei Riedlingen | Die Herren von Andelfingen waren Vasallen der Grafen von Veringen und später Grüningen-Landau. Am 24. Juni 1264 verkaufte Graf Wolfrad Junior von Veringen ein Gut zu Andelfingen. Die Urkunde wurde auf der Burg Hettingen ausgestellt. | Durch Heirat nach 1250 an die Grafen Grüningen-Landau                                                                                         |
| Apphagau, Appa, Apsagau, Affa, Affagau, Eriggeuue oder Huntare                                           | | Marquard von Veringen amtiert 1150 als Graf des Apphagaues: Altzheim, Andelfingen, Bechingen, Friedingen bei Riedlingen, Gauingen, Hayingen, Riedlingen, Mörsingen, Ostheim, Waldhausen, Zwiefalten. | |
| Aßmannshardt, Asmundeshart(?), Hasmanshart                                                               | Gemeinde Schemmerhofen 7 km nordwestl. von Biberach | [ 7 ] | Durch Heirat nach 1250 an die Grafen Grüningen-Landau                                                                                         |
| Aulendorf, Alegedorf, Alidorf, Aligedorf                                                                 | Im alten Dekanat Buchau | Grafen von Veringen seit Beginn des 11. Jh. Grafen des Eritgaus. | |
| Bad Buchau, Buochau, Buochaugiensi, Puahauua, Puochowa                                                   | | Grafen von Veringen seit Beginn des 11. Jh. Grafen des Eritgaus. | |
| Burg Baldenstein                                                                                         | Südlich von Gammertingen | Graf Heinrich von Veringen hält Burg und Hof Baldenstein. | |
| Bächingen an der Brenz                                                                                   | Landkreis Dillingen an der Donau | Otto von Grüningen verkaufte 1307 mit Willen seiner Gattin Anna und seiner Söhne gräflich Veringensche Lehensgüter in Bächingen. | Graf Heinrich von Veringen übertrug 1359 einen Teil des dortigen Zehnten an das Kloster Salem.                                                |
| Burg Baumburg                                                                                            | Hundersingen (Herbertingen) | Gutsbesitz. Der vor 1150 genannte Graf Mangold von Hundersingen, stammt vermutlich aus dem Hause Veringen. | Durch Heirat nach 1250 an die Grafen Grüningen-Landau                                                                                         |
| Burg Baustetten, Buchstetin, Busteten, Bustetten                                                         | 3 Kilometer südlich Laupheim im Landkreis Biberach | [ 7 ] | Durch Heirat nach 1250 an die Grafen Grüningen-Landau                                                                                         |
| Bechingen                                                                                                | Nördlich von Riedlingen | Graf Heinrich von Veringen übertrug 1302 Lehengüter zu Bechingen dem Kloster Zwiefalten. Ritter Otto von Grüningen verkauft mit Zustimmung seiner Ehefrau Anna und seiner Söhne Albert, Konrad und Otto um 212 fl. Hlr. alle Besitzungen zu Bechingen, die er von dem Grafen Heinrich von Veringen zu Lehen hatte, an das Kloster Salem. | |
| Benningen am Neckar, Buninga, Bunninga, Bunningheim                                                      | Landkreis Ludwigsburg | Bis 1346 hatten die Grafen von Veringen das Patronatsrecht über die Pfarrei Benningen. Katharina von Veringen übergab 1351 ihren Anteil an Benningen an die Grafen von Württemberg. Beschreibung des Oberamts Ludwigsburg/Kapitel B 5 | Grafen von Württemberg |
| Benzingen, Banzingen                                                                                     | Landkreis Sigmaringen | Anfang des 13. Jahrhunderts kam der Ort über die Grafen von Gammertingen an die Grafen von Veringen und in die Grafschaft Veringen. | |
| Bernegg                                                                                                  | Ortsteil der Gemeinde Hinwil | Bernegg wurde als Lehen der Grafen von Veringen einerseits, Eigengut und Lehen der „Herren von Klingen“ andererseits genannt. 1277 wurde ein großer Teil des Besitzes für 86 Mark Silber an das Johanniterhaus in Bubikon verkauft. | Johanniterhaus in Bubikon |
| Bernried                                                                                                 | Gemeinde Neukirch, Bodenseekreis, Baden-Württemberg. Ca. 8 km östlich von Tettnang. | 1172 war der Freie Bernhardus de Bernried ein Ministerialer der Grafen von Veringen. (Bradler S. 238.) | |
| Bernweiler (Ostrach) Bernwilaer, Bernwilar, Bärenweiler, Bernwils, Berenwiler, Bernwyler und Bernnweiler | Gemeinde Ostrach im Landkreis Sigmaringen | 1262 lag Bernweiler in der Grafschaft des Grafen Wolfrad von Veringen (senior) und gehörte den Brüdern von Schiltau. | Die landeshoheitlichen Rechte von Bernweiler gingen zwischen 1262 und 1303 von Graf Wolfrad von Veringen sen. an Heinrich von Magenbuch über. |
| Betzenweiler, Bencewiller, Bentzenwiler                                                                  | Landkreis Biberach | Grafen von Veringen seit Beginn des 11. Jh. Grafen des Eritgaus. | Durch Heirat nach 1250 an die Grafen Grüningen-Landau                                                                                         |
| Billafingen (Langenenslingen)                                                                            | Landkreis Biberach, 5 km westl. von Langenenslingen | [ 7 ] | Durch Heirat nach 1250 an die Grafen Grüningen-Landau                                                                                         |
| Bingen                                                                                                   | Landkreis Sigmaringen | Ritter Bruno von Hertenstein verkaufte 1385 ein Gut in Bingen, das Lehen von Graf Wolfrad von Veringen war. | |
| Binzwangen (Ertingen)                                                                                    | 8 km südwestl. von Riedlingen | Der ganze Ort gehörte den Grafen von Veringen und wurde 1282 mit der Grafschaft Friedberg-Scheer an das Haus Habsburg verkauft. | Durch Heirat nach 1250 an die Grafen Grüningen-Landau                                                                                         |
| Bittelschieß                                                                                             | Teilort der Gemeinde Krauchenwies | Graf Heinrich von Veringen beurkundet und vollzieht die Seelgerätstiftung seines Eigenmannes Albrecht von Bittelschieß im Frauenkloster Zwiefalten. | |
| Bitzenhofen (Oberteuringen)                                                                              | Gemeinde Oberteuringen östlich von Markdorf im baden-württembergischen Bodenseekreis | 1263 überlässt Graf Wolfrad der ältere von Veringen dem Kloster Kreuzlingen sein Eigentumsrecht an den Besitzungen zu Bitzenhofen, die sein Eigenmann, Ritter Heinrich von Kappel, um 21 Mark Silber dahin verkauft hat. | Kloster Kreuzlingen |
| Bolsterlang                                                                                              | Im Landkreis Oberallgäu zwischen Sonthofen und Oberstdorf | Priester Wernher, ein Ministerialer des Grafen Wolfrad von Veringen, gab 1169 mit des Grafen Hand ein Gut in Bolsterlang an das Kloster Isny. Zugleich gab Graf Wolfrad dem Kloster eine Taferne. (, Bradler S. 238.) | Kloster Isny |
| Boms, Bams                                                                                               | Boms grenzt an Bad Saulgau im Landkreis Sigmaringen | Grafen von Veringen seit Beginn des 11. Jh. Grafen des Eritgaus. | |
| Boos (Ebersbach-Musbach)                                                                                 | Im Landkreis Ravensburg, grenzt an die Gemeinde Altshausen | Grafen von Veringen seit Beginn des 11. Jh. Grafen des Eritgaus. | |
| Braunenweiler, Brunnenweiler                                                                             | Ortsteil von Bad Saulgau | Grafen von Veringen seit Beginn des 11. Jh. Grafen des Eritgaus. | |
| Bronnen (Gammertingen)                                                                                   | | [ 1 ] | |
| Burgau (Dürmentingen)                                                                                    | Am Bussen im Landkreis Biberach | Grafen von Veringen seit Beginn des 11. Jh. Grafen des Eritgaus. | Herrschaft Dürmentingen |
| Herrschaft Bussen, Pusso mit dem Berg Bussen                                                             | Bei Uttenweiler im Landkreis Biberach | Besitzer der Vorder- und Hinterburg. | |
| Butzkofen, Butzikoven                                                                                    | Im Umfeld von Heiligkreuztal im Landkreis Biberach. Genau Lage unbekannt | Am 1. August 1273 übergibt Graf Heinrich von Veringen ein Gut in Butzikoven. | |
| Buxach                                                                                                   | Südwestlicher Ortsteil von Memmingen | [ 7 ] | Durch Heirat nach 1250 an die Grafen Grüningen-Landau                                                                                         |
| Buxheim (Schwaben)                                                                                       | 3 km westlich von Memmingen Exklave des Landkreises Unterallgäu | [ 7 ] | Durch Heirat nach 1250 an die Grafen Grüningen-Landau                                                                                         |
| Christazhofen, Christanihofen                                                                            | Gemeinde Argenbühl | Herr Heinrich von Christazhofen war Vasall der Grafen von Veringen. Christazhofen gehörten zu den Ministerialien der Grafen von Veringen. | |
| Dachdorf, Ober- und Niederdachdorf, Dhahdhorf                                                            | Wüstung südlich von Obermarchtal zwischen oberem Marbach und Burg Dachsberg. Alb-Donau-Kreis etwa 15 Kilometer südwestlich von Ehingen. | Besitzer des Ortes waren im 12. Jahrhundert die Grafen von Veringen und örtliche Ritterfamilien. | |
| Datthausen, Dattenhusav, Zattenhusa, Oberdahtor                                                          | Obermarchtal, Alb-Donau-Kreis etwa 15 Kilometer südwestlich von Ehingen | 1224 Graf Wolfrad von Veringen überlässt der Kirche in (Ober-)Marchthal alle seine Besitzungen in Datthausen. | |
| Daugendorf, Taugindorf, Taukindorf                                                                       | 3 km nördl. von Riedlingen | Graf Wölfflin von Veringen übereignete 1407 ihm zu Lehen rührenden Güter zu Daugendorf. | Durch Heirat nach 1250 an die Grafen Grüningen-Landau                                                                                         |
| Dengeltshofen                                                                                            | Neutrauchburg Isny im Allgäu | Edelfreie oder veringische Ministeriale. 1169 übergab Graf Wolfrad von Veringen dem Kloster eine Wiese bei Dengeltshofen. (, Bradler S. 238.) | Kloster Isny |
| Dentingen, Tantinga                                                                                      | 5 km östlich von Riedlingen | Hofbesitz | Durch Heirat nach 1250 an die Grafen Grüningen-Landau                                                                                         |
| Deutstetten, Titstetten, Tittstetten, Tylstetten, Dylstetten, Digtstetten, Dillstetten, Dulstetten       | Gemeinde Veringenstadt | 1292 zu Titstetten den Sennehof mit zugehörigem Widdemgut, Kirchensatz, Zehnten, Wiesen etc., des Krüglins- (Siegelins-) Hof, Stranners und Fridingers-Gut. | |
| Diepoldshofen, Diepolteshoven, Dipoldeshoven                                                             | Stadtteil von Leutkirch im Allgäu, Landkreis Ravensburg | Die Grundherrschaft über Diepoldshofen kam im 13. Jh. von den Grafen von Veringen, mit ihrem Vasallen, dem Edelfreien Berthold von Trauchburg, an die Grafschaft Zeil. (Bradler S. 239f.) | Waldburg-Zeil |
| Dietelhofen, Detilhouen                                                                                  | 7 km östl. von Riedlingen | [ 4 ] | Durch Heirat nach 1250 an die Grafen Grüningen-Landau                                                                                         |
| Dornhan, Dorinheim, Turnheim                                                                             | Landkreis Rottweil | Am 1. April 1246 verkauft der Freie Hugo von Wehrstein seinen Hof in Dornhahn, den er von Graf Wolfrad als Lehen innehat, an das Kloster Kirchberg. 1252 übergab Graf Wolfrad von Veringen der Propstei Reichenbach mehrere Güter im Schwarzwald, darunter auch solche in Dornhan. | Kloster Kirchberg, Kloster Reichenbach am Regen                                                                                               |
| Dürmentingen, Tiermuntinga, Tiermindingin, Dirmendingen                                                  | 5 km südöstl. v. Riedlingen | [ 4 ] | |
| Dürnau (Landkreis Biberach) Dornon, Durnau                                                               | Bad Buchau | Grafen von Veringen seit Beginn des 11. Jh. Grafen des Eritgaus. Graf Heinrich v. Veringen eignete 1386 dem Ritter Ludwig von Hornstein einen Hof zu Dürnau. Die Herren von Dürnau waren Ministerialen der Grafen von Veringen bzw. der Grafen von Württemberg-Grüningen | Württemberg-Grüningen |
| Dürrenbach                                                                                               | Gemeinde Großholzleute, Landkreis Ravensburg | Veringische Ministeriale. Die Brüder Burkhart und Berthold übergeben 1170 dem Kloster Isny zusammen mit Graf Wolfrad von Veringen ihr praedium in Dürrenbach (Bradler S. 240.) | Kloster Isny |
| Ebenweiler, Ebenwilare                                                                                   | 5 km westlich von Bad Buchau. In der Grafschaft Friedberg | [ 4 ] | |
| Ebersbach                                                                                                | Bad Buchau Landkreis Ravensburg | [ 5 ] | |
| Egelfingen                                                                                               | 7 km westlich von Langenenslingen | [ 4 ] | |
| Ehnhofen                                                                                                 | 1 km südwestlich von Langenenslingen | [ 4 ] | Durch Heirat nach 1250 an die Grafen Grüningen-Landau                                                                                         |
| Eisenbach                                                                                                | Tettnang, Bodenseekreis | Dieto de Eisenbach ist 1172 Veringischer Ministeriale (Bradler S. 240.) | |
| Eisighof                                                                                                 | 1 km südwestlich von Langenenslingen | [ 4 ] | Durch Heirat nach 1250 an die Grafen Grüningen-Landau                                                                                         |
| Ellwangen                                                                                                | Leutkirch 6 km südl. Rot an der Rot, zwischen Memmingen und Biberach | [ 7 ] | Durch Heirat nach 1250 an die Grafen Grüningen-Landau                                                                                         |
| Engelhirsch                                                                                              | Gemeinde Weitnau zwischen Isny und Kempten | Die Freien und veringischen Ministeriale Conradus und Kuno geben 1187 Besitz in Engelhirsch an das Kloster Isny. In Engelhirsch waren auch die Veringer Nobiles von Trauchburg und Sonthofen begütert. (Bradler S. 240.) | Kloster Isny |
| Ensmad (Langenenslingen)                                                                                 | Bei Ittenhausen, Gemeinde Langenenslingen, nordöstl. von Inneringen | Die Brüder Graf Wölflin von Veringen und Graf Fritz von Veringen verliehen 1378 ihre Kapelle zu Ensmad. Die Grafen bedingen sich dabei das Vogtrecht vor. | |
| Entringen, Antringen, Antringin                                                                          | Teilort und Verwaltungssitz der Gemeinde Ammerbuch im Landkreis Tübingen | 1300 übergibt Graf Heinrich von Veringen dem Kloster Bebenhausen das Eigentumsrecht der Weingärten am Hertrichsberg oder anderswo im Entringer Bann sowie allen anderen ihm daselbst gehörigen Grund und Boden mit allen Rechten und Zubehör. | Kloster Bebenhausen |
| Emeringen, Emiringen                                                                                     | Südwestlich von Ulm | Berhtolt der Dachs von Dachsberg war 1292 Dienstmann der Grafen von Veringen. | |
| Eritgau, Heregau, Herigzur, Heriggau                                                                     | | Rechte Seite der Donau gelegene Teil des Oberamts Riedlingen und das Oberamt Saulgau. Es entspricht dem alten Dekanat Buchau (Freib. Diöcesan-Arch. I, 109) mit den Orten Alshausen, Aulendorf, Betzenweiler, Bolstern, Boms, Boos, Braunenweiler, Buchau, Bussen, Möhringen, Offingen, Canzach, Cappel, Dürmentingen, Durnau, Ebenweiler, Ebersbach, Eratskirch, Ertingen, Fulgenstadt, Göffingen, Hailtingen, Herbertingen, Hochberg, Mieterlingen, Moosheim, Neufra, Otterswang, Reichenbach, Renartsweiler, Schussenried, Schwarzach, Süssen, Saulgau. | |
| Erisdorf, Eringsdorf, Erißdorf                                                                           | Gemeinde Ertingen, 5 km südöstl. von Riedlingen, Landkreis Biberach | Ritter Heinrich (genannt: Fleke/Flekk) verkaufte im Jahre 1311 seinen Besitz an Erisdorf an den Grafen Wolfrad von Veringen. | Johann von Hornstein |
| Ertingen                                                                                                 | 6 km südl. von Riedlingen | Ertingen, der Hauptort des Eritgaus, war bis 1265 im Besitz der Grafen von Veringen-Altshausen. | Durch Heirat nach 1250 an die Grafen Grüningen-Landau                                                                                         |
| Eschach                                                                                                  | 4 km südl. von Ravensburg | [ 7 ] | Durch Heirat nach 1250 an die Grafen Grüningen-Landau                                                                                         |
| Burg Falkenstein                                                                                         | 7 km westlich von Sigmaringen im Donautal | Cunradus Hasenbain von der Burg Falkenstein war 1274 Lehensmann der Grafen von Veringen. | Grafen von Lupfen |
| Feldhausen                                                                                               | Gammertingen | Graf Wölfli von Veringen vermachte 1407 auf den Fall seines Todes dem Heinrich von Hohenrechberg, „siner lieben swöster sune,“ die Herrschaft Gammertingen, und zwar „Velthusen, Harthusen und Ittenhusen, mit allen rehten und zugehörden für ledig aigen, darzuo die pfantschaft an lichtenstain der vesti.“ | Heinrich von Hohenrechberg |
| Folcholtsbaar                                                                                            | | [ 1 ] | |
| Friedberg mit Grafschaft Friedberg                                                                       | Teilort von Saulgau | Friedbergs erste urkundliche Erwähnung stammt aus dem Jahre 1247, als Graf Mangold von Nellenburg (aus der Manneslinie der Grafen von Veringen) in der Burg „Vriedeberch“ eine Urkunde ausstellte. Das Dorf war einst Zentralort der gleichnamigen Grafschaft Friedberg. Derselbe Graf verkaufte die Grafschaft 1282 an König Rudolf von Habsburg um 1480 Mark Silber. | |
| Friedingen (Langenenslingen), Fridingon                                                                  | 5 km nördlich von Langenenslingen | Gräfin Sophia von Veringen schenkte 1278 dem Kloster Heiligkreuztal ein Gut zu Friedingen. Graf Heinrich von Veringen verkaufte 1286 alle seine Besitzungen zu Friedingen mit allen Rechten an das Kloster Heiligkreuztal für 130 Mark Silber. | Kloster Heiligkreuztal |
| Friesenhofen (Leutkirch im Allgäu)                                                                       | Gemeinde Leutkirch im Allgäu | Freie und veringische Ministeriale. 1177 übertrug Ratpoto in Otinheim (unbekannt) sein praedium in Friesenhofen an das Kloster St. Georg (Isny) (Bradler S. 240.) | Kloster Isny |
| Fulgenstadt, Fuligunstat                                                                                 | Westlich v. Saulgau | [ 5 ] | Durch Heirat nach 1250 an die Grafen Grüningen-Landau                                                                                         |
| Gammertingen, Gamertingen, Gamirtingin                                                                   | Landkreis Sigmaringen | Anfang des 13. Jahrhunderts fiel die Herrschaft der Grafen von Gammertingen an die Grafen von Veringen. Diese nutzten die günstige Lage an der Straße vom Burladinger Pass zur Donau um eine Stadt mit Mauern und Wassergraben zu gründen. Die Grafen von Veringen waren 1275 die Kirchherren von Gammertingen. Graf Wölfli von Veringen vermachte 1407 auf den Fall seines Todes dem Heinrich von Hohenrechberg, siner lieben swöster sune, die Herrschaft Gammertingen.                                                                                  | Heinrich von Hohenrechberg |
| Gauingen, Gouuigon                                                                                       | Pfronstetten | Adelheid, die Witwe des Grafen Heinrich von Veringen verkaufte 1368 die Vogtrechte der Orte Huldstetten, Geisingen, Gauingen, Hochberg und Wimsheim für 100pfd. hlr. an die Freiherrn von Rechberg. | Freiherr von Rechberg |
| Gebrazhofen                                                                                              | Gemeinde Leutkirch im Allgäu | Freie und Veringische Ministeriale. 1280, 1290, 1291 hatte Berthold von Neideck Lehen in Gebrazhofen. (Bradler S. 242.) | |
| Gebratsweiler, Geberatswiller                                                                            | Braunenweiler Gemeinde Saulgau | 1262 Besitzungen in Geberatsweiler. | |
| Geisingen, Gisingin                                                                                      | Zwiefalten | Adelheid, die Witwe des Grafen Heinrich von Veringen verkaufte 1368 die Vogtrechte der Orte Huldstetten, Geisingen, Gauingen, Hochberg und Wimsheim für 100pfd. hlr. an die Freiherrn von Rechberg. | Freiherr von Rechberg |
| Göffingen, Geffingin, Gephingin                                                                          | Ortsteil von Unlingen, nordöstlich von Riedlingen | [ 4 ] | |
| Gornhofen, Gailenhoven, Gairnhoffen                                                                      | 6 km südöstlich von Ravensburg | [ 7 ] | Durch Heirat nach 1250 an die Grafen Grüningen-Landau                                                                                         |
| Gossenzugen                                                                                              | Im Tal der Zwiefalter Aach, nordwestlich von Zwiefalten | Anfang des 14. Jahrhunderts fiel das ursprünglich zu Veringen gehörende Gossenzugen an das Kloster Zwiefalten. | Kloster Zwiefalten |
| Gottlishofen, Gottlinishofen, Göttlishofen                                                               | Gemeinde Argenbühl im Allgäu | 1171 erwirbt das Gotteshaus Isny von Graf Wolfrad von Veringen ein Gut in „Gottlinishofen“. | |
| Gottrazhofen, Goterameshoven, Goteramshoven                                                              | Nördl. von Isny im Allgäu | 1239 waren Marquardus und Conradus de Goterameshoven nobiles bei Graf Wolfrad von Veringen. (Bradler S. 242.) | |
| Großholzleute, Holzleute, Groß Holtzlüten, Holzlüten maiori, villa holzlutin, zu den meren Holtzlüten    | Östlich von Isny im Allgäu | Graf Wolfrad schenkt Güter in (Groß-)Holzleute und Ratzenhofen an das Kloster St. Georg (Isny). | |
| Grüningen                                                                                                | 2 km nordwestl. von Riedlingen | Graf Heinrich von Veringen schenkte dem Kloster Kreuztal das Obereigenthum des Hofes zu Grüningen. | Durch Heirat nach 1250 an die Grafen Grüningen-Landau                                                                                         |
| Grüningen (Donaueschingen)                                                                               | 3 km nordwestl. von Donaueschingen | Otto von Grüningen verkaufte 1307 mit Willen seiner Gattin Anna und seiner Söhne gräflich Veringensche Lehensgüter in Bächingen. | Durch Heirat nach 1250 an die Grafen Grüningen-Landau                                                                                         |
| Gumpeltshofen                                                                                            | Nordwestlich von Isny | 1250 waren laut Zinsliste des Klosters Isny Veringische Freie in Gumpeltshofen. Außerdem befand sich dort eine curia comitis. | |
| Burg Habsberg Habsburg                                                                                   | Bei Emerfeld / Langenenslingen | [ 7 ] | Durch Heirat nach 1250 an die Grafen Grüningen-Landau                                                                                         |
| Hagenbuch                                                                                                | Östlicher Stadtteil von Biberach | [ 7 ] | Durch Heirat nach 1250 an die Grafen Grüningen-Landau                                                                                         |
| Hailtingen, Haitingin, Haltingen                                                                         | Ortsteil der Gemeinde Dürmentingen, 3 km westlich von Riedlingen | [ 4 ] | |
| Oberharprecht, Harprechts, Hartprehtis, superius Harpreches                                              | Gemeinde Argenbühl, westlich von Isny | Veringer Freie und Besitz von Edelfreien. 1171 kaufte das Kloster Isny mancipia der Grafen von Veringen (Bradler S. 243.) | |
| Hart | Am südwestlichen Stadtrand von Memmingen | [ 7 ] | Durch Heirat nach 1250 an die Grafen Grüningen-Landau                                                                                         |
| Harthausen (Ulm)                                                                                         | 5 km westl. v. Ulm | [ 7 ] | Durch Heirat nach 1250 an die Grafen Grüningen-Landau                                                                                         |
| Harthausen auf der Scher, Harthusen uff der Scherr                                                       | Gemeinde Winterlingen im Zollernalbkreis | Die Grafen von Veringen gelangten durch Heirat in den Besitz von Teilen der Grafschaft Gammertingen. Dadurch gehörten Benzingen und Harthausen seit Ende des 13. Jahrhunderts zur Grafschaft Veringen. | |
| Harthausen bei Feldhausen, Harthusen, Harthusen bei Veithusen                                            | Gammertingen im Landkreis Sigmaringen | Graf Wölfli von Veringen vermachte 1407 auf den Fall seines Todes dem Heinrich von Hohenrechberg, „siner lieben swöster sune“, die Herrschaft Gammertingen, und zwar „Velthusen, Harthusen und Ittenhusen, mit allen rehten und zugehörden für ledig aigen, darzuo die pfantschaft an lichtenstain der vesti.“ | Heinrich von Hohenrechberg |
| Hausen                                                                                                   | Lichtenstein (Württemberg) | Graf Heinrich schenkte 1289 dem Klarissenkloster in Pfullingen das Eigenthumsrecht einer Wiese in Hausen. | Klarissenkloster Pfullingen |
| Heggelbach                                                                                               | Gemeinde Herdwangen-Schönach, zwischen Pfullendorf und Überlingen | 1290 und 1291 war Jakob von Heggelbach Veringer Ministeriale (Bradler S. 243.) | |
| Herbertingen, Heriprehttinga                                                                             | Bad Buchau | Grafen von Veringen seit Beginn des 11. Jh. Grafen des Eritgaus. 1286 Albert von Ruolfingen gibt ein seit uralten Zeiten als Lehen besessenes Gut zu Herbertingen an den Grafen Heinrich von Veringen zurück, worauf dieser das Gut um seiner und seiner Voreltern Seelenheiles willen an das Kloster Habstal stiftet. | Kloster Habsthal |
| Herbrechtingen, Hagrebertingas, Haribertingas                                                            | Landkreis Heidenheim | 1295 überträgt Graf Heinrich von Veringen dem Kloster Heiligkreuztal das Eigenrecht der Mühle in Herbrechtingen in der Mitte der Stadt. | Kloster Heiligkreuztal |
| Herlazhofen, Erlandishovin, Herlandeshoven                                                               | Leutkirch im Allgäu | 1246 war Heinricus de Erlandishovin Veringer Ministeriale (Bradler S. 244.) | |
| Hermentingen, Hermindingen                                                                               | Veringenstadt im Landkreis Sigmaringen | Graf Wolfrad verkaufte 1372 seinen halben Hof zu Hermentingen. | |
| Hindelwangen                                                                                             | bei Stockach | Manegoldus comes de Nellenburg überließ 1288 dem Stifte St. Blasien für eine Geldschuld von 32 M. S. seine Mühle zu Hindelwangen. | Stift St. Blasien |
| Hegheim, Hegehaeiem                                                                                      | Abgegangener Ort bei Ertingen 6 km südl. von Riedlingen | [ 7 ] | Durch Heirat nach 1250 an die Grafen Grüningen-Landau                                                                                         |
| Heratskirch, Herateskirchun                                                                              | Bad Buchau | Grafen von Veringen seit Beginn des 11. Jh. Grafen des Eritgaus. | |
| Burg Hertenstein, Hertinstain, Hartenstein, Altes Schloss                                                | Im Landkreis Sigmaringen zwischen Jungnau und Bingen (nördl. vom Nollhof). Die wenigen Überreste der ehemaligen Ritterburgen Jsigkofen und Hartenstein liegen auf zwei schönen einander gegenüber liegenden und durch die Lauchert getrennten Felsen.                | Die Brüder Heinrich und Albrecht von Hertenstein werden 1250 als Dienstmannen von Graf Wolfrad von Veringen genannt. | |
| Hettingen, Haetingen, Hatingin                                                                           | Landkreis Sigmaringen | Anfang des 13. Jahrhunderts fiel die Herrschaft der Grafen von Gammertingen über Gammertingen und Hettingen an die Grafen von Veringen, die vermutlich die 1267 erwähnte Burg auf dem Bergrücken über dem Dorf erbauten. Im 13. Jahrhundert wurde von den Veringern unterhalb der Burg eine städtische Siedlung gegründet. | |
| Heudorf am Bussen, Hödorf                                                                                | Gemeinde Dürmentingen | Vogtei Dürmentingen. Die Burg Heudorf am Bussen war ursprünglich im Besitz des Ortsadels. Als veringischer Besitz kam sie an die Habsburger. | Habsburg |
| Hinang, Hinnang, Hinznang, Hugnank                                                                       | Südlichster Ortsteil von Sonthofen | Veringer Edelfreie. 1166 war Adelbertus de Hinnang im Gefolge der Veringer Grafen. (Bradler S. 244.) | |
| Hirschlatt                                                                                               | Stadtteil von Friedrichshafen am Bodensee, der zur Ortschaft Ettenkirch gehört. | 1172 Ministeriale der Grafen von Veringen (Bradler S. 587.) | |
| Hitzkofen, Hicinchoven                                                                                   | Landkreis Sigmaringen | [ 1 ] | |
| Hochberg (Bad Saulgau)                                                                                   | Bad Buchau | Grafen von Veringen seit Beginn des 11. Jh. Grafen des Eritgaus. Adelheid, die Witwe des Grafen Heinrich von Veringen verkaufte 1368 die Vogtrechte über Hochberg an die Freiherrn von Rechberg. | Freiherrn von Rechberg |
| Hoheneck                                                                                                 | Dorf bei Marbach Landkreis Ludwigsburg | [ 12 ] | |
| Burg Hohenegg (Allgäu) Hohenegge mit der Herrschaft Hohenegg                                             | Burg Hohenegg ist eine abgegangene Spornburg im Westallgäu auf dem 750 m ü. NN hohen Hoheneggerberg über dem Eistobel genannten Tal der Oberen Argen. Sie liegt nördlich des Weilers Schüttentobel der Gemeinde Grünenbach im Landkreis Lindau (Bodensee) in Bayern. | 1171 war Heinrich von Hohenegg ein Ministeriale von Graf Wolfrad von Veringen. (Bradler S. 244.) | |
| Burg Hohentann mit der Herrschaft Hohentann                                                              | Kimratshofen, Gemeinde Altusried, Landkreis Oberallgäu | Der edelfreie Konrad von Hohentann stand 1269 im Gefolge der Grafen von Veringen. (Bradler S. 245f.) | |
| Hohentengen (Oberschwaben), Diengen                                                                      | Landkreis Sigmaringen | 1250 standen die Vogt- und Patronatsrechte über die Pfarrkirche Hohentengen dem Grafen Wolfrad senior zu. | |
| Huldstetten, Hulfstetin, Hulstetin                                                                       | Pfronstetten im Landkreis Reutlingen | Adelhild (Adelheid), die Witwe des Grafen Heinrich von Veringen verkaufte 1368 die Vogtrechte von Huldstetten an die Freiherrn von Rechberg. | Freiherrn von Rechberg |
| Huseberg, Huseberch                                                                                      | Gemeinde Ertingen Landkreis Biberach | [ 4 ] | |
| Igelswies, Igelswis                                                                                      | Teilort der Stadt Meßkirch und liegt etwa zwei Kilometer östlich der Kernstadt am Fluss Ablach im Landkreis Sigmaringen | 1274 verkauft Konrad Hasenbein der Äbtissin Hedwig und dem Kloster Wald ein Gut zu Igelswies mit Bewilligung seines Lehensherrn, des Grafen Heinrich von Veringen. | |
| Immenstadt                                                                                               | Landkreis Oberallgäu | Soweit die Geschichte zurückreicht, gehörte Immenstadt dynastisch zum Teil den Grafen von Veringen. | |
| Inneringen, Inaringen                                                                                    | Östlich von Veringenstadt in der Gemeinde Hettingen | Vom 13. Jahrhundert an werden die Herren von Schiltau als Ortsherren von Inneringen angesehen die zeitweise im Dienst der Grafen von Veringen standen. Das Patronatsrecht von Inneringen lag bei den Grafen von Veringen. | |
| Isenburg, Hisenburg, Isenburk, Ysenburg, Isinburch                                                       | Westlich der „Isenburger Höfe“ im Stadtteil Isenburg (Burgweg) der Stadt Horb am Neckar im Landkreis Freudenstadt | 1252 war Nobilies Hiltibold de Isinburch, Lehensmann des Grafen Ulrich von Veringen. | |
| Isny im Allgäu, opido Ysne, villae Ysni, villa Ysininensi                                                | | Am 7. Feb. 1096 stiften Graf Mangold, seine Söhne Walther und Wolfrad, seine Gattin Lietphild viele Güter und Einkünfte, um damit eine Abtei zu gründen. Darunter den halben Ort Isny mit allem, was dazu gehört. | Schenkung an das Kloster Isny |
| Ittenhausen (Langenenslingen), Jttenhusen                                                                | Gemeinde Langenenslingen, nordöstl. von Inneringen | Graf Wölfli von Veringen vermachte 1407 auf den Fall seines Todes dem Heinrich von Hohenrechberg, siner lieben swöster sune den Ort Ittenhausen. | Freiherrn von Rechberg |
| Kanzach                                                                                                  | Bad Buchau | Grafen von Veringen seit Beginn des 11. Jh. Grafen des Eritgaus. | |
| Kappel (Bad Buchau)                                                                                      | Kappel/Dürnau 6 km westlich von Bad Buchau. In der Grafschaft Friedberg | Grafen von Veringen seit Beginn des 11. Jh. Grafen des Eritgaus. | |
| Kettenacker, Ketenach(er), Kettenacher, Kettenakker                                                      | Gammertingen Landkreis Sigmaringen | Graf Wolfrad von Veringen belehnte 1372 Katharina der Söpperin ein Gut zu Kettenacker. | |
| Kimratshofen                                                                                             | Gemeinde Altusried, Landkreis Oberallgäu | Nach 1167 Freie im Gefolge der Grafen von Veringen. (Bradler S. 248.) | |
| Klingnau, Klingen                                                                                        | Bezirk Zurzach des Schweizer Kantons Aargau im unteren Aaretal, rund vier Kilometer südlich der Grenze zu Deutschland. | Graf Heinrich von Veringen heiratete Verena von Klingen, Tochter des Ritters und Minnesängers Walther von Klingen, die Besitzungen in Klingnau in die Ehe einbrachte. | Verkauf am 20. Mai 1269 an das Hochstift Konstanz                                                                                             |
| Knetzenweiler, Knehtenwiler, Chnuzesvilare, Knettenwiller                                                | Unterschwarzach, nördlich von Bad Wurzach | Graf Heinrich verkauft 1295 mit seinem Vetter Eberhard das Eigentumsrecht der Güter in Knetzenweiler, um 24 Mark Silber an das Kloster Salem. | Kloster Salem |
| Kornau, Corneya                                                                                          | Gemeinde Oberstdorf | 1166 übertrug der Freie Pillingerus (Aus dem Gefolge der Grafen von Veringen) sein praedium bei Corneya an das Kloster Isny. (Bradler S. 248.) | |
| Langenargen, Arguna villa, zu Langen Argen                                                               | östlich von Friedrichshafen im Bodenseekreis | 1193 war Heinrich von Veringen „Custos et Cellarius“ der Kirche Langenargen (ecclesiae Argeninensis). Seit 1290 im Besitz der Grafen von Montfort. | Grafen von Montfort |
| Lautrach, Lauternach                                                                                     | Landkreis Unterallgäu | 1247, 1269, 1273: Diepold und Heinrich von Lautrach treten gemeinsam mit den Edelfreien von Trauchburg in der Gefolgschaft der Grafen von Veringen auf. (Bradler S. 248.) | |
| Langenenslingen, Enselingen, Ensilingen                                                                  | Westlich von Riedlingen, Landkreis Biberach | Lag in der Grafschaft Veringen. (, Bradler S. 249.) | |
| Legau | Östlich von Leutkirch im Landkreis Unterallgäu. | Der Freie Peter von Legau war 1287 bei Konrad von Hohentann im Gefolge der Grafen von Veringen. (, Bradler S. 249.) | |
| Leutfritz                                                                                                | Gemeinde Weitnau südöstlich von Isny im Allgäu im Landkreis Oberallgäu. | Der Freie Swigger de Lutfridis übergab 1176 einen Hof an Kloster Isny. Marquard, der Bruder des Berthold von Matzen, übergab 1176 dem Kloster Isny Güter in Leutfritz. Beide standen im Gefolge der Grafen von Veringen. (, Bradler S. 249.) | |
| Burg Lichtenstein                                                                                        | Landkreis Sigmaringen | Graf Wölfli von Veringen vermachte 1407 auf den Fall seines Todes dem Heinrich von Hohenrechberg, „siner lieben swöster sune,“ die Herrschaft Gammertingen, und zwar „Velthusen, Harthusen und Ittenhusen, mit allen rehten und zugehörden für ledig aigen, darzuo die pfantschaft an lichtenstain der vesti.“ | Heinrich von Hohenrechberg |
| Maggmannshofen, Macalmshoven, Makalmshoven                                                               | Gemeinde Altusried südöstlich von Leutkirch Landkreis Oberallgäu | Abt Burchard von Kempten verlieh 1346 an Kloster Isny Leute, für die Johann von Makalmshoven, Bürger zu Isny, Lehensträger ist. (, Bradler S. 250.) | |
| Malterdingen, Maltertinga, Maltertingin                                                                  | Landkreis Emmendingen | 1297 verkauften Graf Heinrich von Veringen und seine Brüder Manegold und Vollrad der Jüngere den Brüdern Heinrich und Rudolf von Hochberg ihre Besitzungen und Rechte zu Malterdingen um 60 Mark Silber. | Brüder Heinrich und Rudolf von Hochberg |
| Marbach (Herbertingen), Marpach                                                                          | Herbertingen, Landkreis Sigmaringen | [ 7 ] | Durch Heirat nach 1250 an die Grafen Grüningen-Landau                                                                                         |
| Mariaberg (Gammertingen)                                                                                 | Landkreis Sigmaringen | 1265 übergibt Graf Wolfrad der Ältere von Veringen das Eigentum mit der Vogtei eines Hofes des Klosters Mariaberg samt Zubehör an die Priorin und den Konvent Mariaberg. Weltliche Schutzvögte waren bis zum Beginn des 15. Jh. die Grafen von Veringen. | Mariaberg |
| Maselheim, Masilhain                                                                                     | 6 km nordöstlich von Biberach | [ 7 ] | Durch Heirat nach 1250 an die Grafen Grüningen-Landau                                                                                         |
| Matzen                                                                                                   | Eisenharz Gemeinde Argenbühl, Landkreis Ravensburg | Der Edelfreie Bertholdus de Azin übergab 1176 dem Kloster Isny Güter. Sein Bruder Marquardt übergab 1177 Güter in Matzen und in Leutfritz an das Kloster Isny. 1177 tauschte Adilheida, die Schwester des Priesters Ratpoto, Matzen gegen Friesenhofen mit dem Kloster Isny. (Bradler S. 250.) | Kloster Isny |
| Memhölz                                                                                                  | Gemeinde Waltenhofen, 7 km südlich von Kempten (Allgäu), Landkreis Oberallgäu | Lehensherr des Konrad des Ritzners von Memhölz war 1339 Rudolf von Trauchburg. (Bradler S. 250.) | |
| Mengen, Maginga, Maingen »in pago Ratolvesbuoch«, Vriemaeingen                                           | | [ 7 ] | |
| Merazhofen                                                                                               | Gebrazhofen, Teilgemeinde von Leutkirch im Allgäu | Die Frygen von Merazhofen standen im Gefolge der Grafen von Veringen. (Bradler S. 251.) | |
| Mieterlingen                                                                                             | Im alten Dekanat Buchau | [ 5 ] | |
| Möhringen, Meringa                                                                                       | Gemeinde Unlingen | [ 4 ] | |
| Möhringen (Bad Buchau), Puahauua, Puochowa                                                               | | [ 5 ] | |
| Moosheim, Moseheim                                                                                       | Bad Buchau | [ 5 ] | |
| Munderkingen, Munderichingen                                                                             | | [ 1 ] | |
| Muthmannshofen, Mutwigishofen                                                                            | Gemeinde Altusried, Landkreis Oberallgäu | Der Edelfreie Bertholdus de Muthmannshofen trat 1169 im Gefolge der Grafen von Veringen als Zeuge auf. (Bradler S. 251f.) | |
| Burg Neideck (Allgäu)                                                                                    | Bei Christazhofen, Gemeinde Argenbühl, Landkreis Ravensburg | Ritter Heinrich von Neideck war 1239 im Gefolge von Graf Wolfrad von Veringen beim Leutkircher Vertrag zwischen den Klöstern Isny und Kempten. (Bradler S. 252.) | |
| Neufra (Riedlingen)                                                                                      | Riedlingen | [ 5 ] | |
| Neutrauchburg, Mechensee, mechinsei, Mechinsowe                                                          | Gemeinde Isny im Allgäu | Neutrauchburg war Bestandteil der Herrschaft Trauchburg, die 1306 die Truchsessen von Waldburg von den Grafen von Veringen erwarben. Graf Mangold, seine Söhne Walther und Wolfrad, sowie seine Gattin Lietphild stifteten 1096 viele Güter und Einkünfte, um damit eine Abtei zu gründen. Darunter den halben Ort Isny mit allem, was dazu gehört. | Schenkung an das Kloster Isny |
| Niederhofen                                                                                              | Wuchzenhofen Gemeinde Leutkirch im Allgäu | 1166 übergaben Ripertus von Niederhofen (Ministeriale der Grafen von Veringen) und sein Sohn Berthold ihr Rittergut (praedium) in Rimpach und ihren Teil an der Kirche in Enkenhofen dem Kloster Isny. (Bradler S. 254.) | |
| Nonnenweiler, Nunnewillare                                                                               | Eritgau | Grafen von Veringen seit Beginn des 11. Jh. Grafen des Eritgaus. | |
| Ölkofen, Ellinkovin                                                                                      | Bei Hohentengen (Oberschwaben) | 1254 Graf Wolfrad hatte in Ölkofen Besitzungen als Lehen. | Kloster Salem |
| Offingen                                                                                                 | Riedlingen | Die Hochgerichtsbarkeit gehörte zur Herrschaft Bussen. | |
| Obermarchtal, Marchcthala, Marchotala, Marahtale, Marhtale                                               | Alb-Donau-Kreis etwa 15 Kilometer südwestlich von Ehingen | Die Grafen von Veringen verfügten im 12. Jahrhundert über alten Besitz vor allem südlich und westlich von Obermarchtal. | |
| Oggelsbeuren, Oberspeiren, Ogelspurren                                                                   | Gemeinde Attenweiler. 12 km nordwestlich von Biberach | [ 7 ] | Durch Heirat nach 1250 an die Grafen Grüningen-Landau                                                                                         |
| Ohnhülben                                                                                                | Bei Dürrenwaldstetten Gemeinde Langenenslingen | [ 4 ] | |
| Otterswang                                                                                               | Bad Buchau | [ 5 ] | |
| Pfraunstetten, Phlunsteten                                                                               | Gemeinde Allmendingen im Alb-Donau-Kreis etwa 25 Kilometer westlich von Ulm und 4 km nördlich von Ehingen (Donau). | 1302 Graf Hainrich von Veringen und sein Sohn Wolfrad eignen dem Kloster Söflingen ihr Lehengut zu Pfraunstetten. | Kloster Söflingen |
| Pflummern                                                                                                | 5 km westl. von Riedlingen | Die Herren von Pflummern waren Ministeriale der Grafen von Veringen. Die Burg Pflummern war von dem seit 1183 nachgewiesenen Ortsadel an die Veringer übergegangen. 1302 übergab sie Graf Mangold von Nellenburg mit weiteren Gütern an das Kloster Reichenau. | Kloster Reichenau |
| Ratzenhofen, Razenhofen, Ratineshova, Ratzinhofin                                                        | Isny | Graf Wolfrad schenkt Güter in Holzleute und Ratzenhofen an das Kloster Isny. | Kloster St. Georg (Isny) |
| Reichenbach (Bad Schussenried), Rihichinbah, Rinchinbah, Rihchinbach                                     | Bad Buchau | [ 5 ] | |
| Rengetsweiler                                                                                            | Teilort der Stadt Meßkirch | 1258 gab die Witwe Ita des Ritters Albon von Nenzingen ihren Hof zu Rengetsweiler mit Zustimmung des Lehensherrn Grafen Wolfrad von Veringen um 25 Mark Silber an Wald. | Kloster Wald |
| Renhardsweiler, Reinholzwiler                                                                            | Bad Buchau | [ 1 ] | |
| Reute (Bad Waldsee)                                                                                      | Südwestl. von Bad Waldsee | 1295 Heinrich Graf von Neuveringen schenkt dem Deutschen Orden zu Altshausen einen Hof zu Reute. | Deutscher Orden |
| Reutlingen, Rutelingin                                                                                   | | Reutlingen, als zur Comita Friedberg gehörig, lag im Banne der Grafen von Veringen. Die Grafen hatten selbst einen Hof und Güter zu Reutlingen, die sie 1290 an Österreich verkauften. | Habsburger Vorderösterreich |
| Reutlingendorf, Riutlinga, Riutlingen                                                                    | Südlich von Obermachtal | [ 4 ] | |
| Riedetsweiler (Wald), Rvozelinswillaer, Ruozelinswiler                                                   | Gemeinde Wald (Hohenzollern) im Landkreis Sigmaringen | Graf Heinrich von Veringen übergab 1287 dem Kloster Wald diejenigen Güter in Riedetsweiler, die Burchard von Reischach bisher von ihm als Mannlehen besaß. | Kloster Wald |
| Riedlingen, Hruotinga, Rüedlingen, Rodelingen                                                            | | Zwischen 1247 und 1255 Gründung der Stadt durch die Grafen von Veringen. | |
| Rimpach, Rimbach, Rindpach                                                                               | Friesenhofen (Leutkirch im Allgäu), Landkreis Ravensburg | 1160 übertrug der Freie Ripert (im Gefolge der Grafen von Veringen) und sein Sohn Berthold von Niederhofen ihr praedium in Rimpach an das Kloster Isny. (Bradler S. 252.) | |
| Ringwil                                                                                                  | Bei Hinwil im Kanton Zürich | Vogtei und Lehengut der Grafen von Veringen. Graf Heinrich von Veringen heiratete Verena von Klingen, Tochter des Ritters und Minnesängers Walther von Klingen, die Besitzungen in Ringwil in die Ehe einbrachte. | |
| Saulgau, Sologau                                                                                         | Bad Buchau | Grafen von Veringen seit Beginn des 11. Jh. Grafen des Eritgaus. 1415 stirbt mit Graf Wolfrad oder Wölflin, der letzte Graf von Veringen in Saulgau. | Durch Heirat nach 1250 an die Grafen Grüningen-Landau                                                                                         |
| Schalksburg (Württemberg) Schaltzburg, Schalksberg                                                       | 6 Kilometer südöstlich von Balingen zwischen den Albstädter Stadtteilen Burgfelden und Laufen an der Eyach | Ritterherrschaft Wilflingen waren Vasallen der Grafen von Veringen. | |
| Burg Schatzberg Schaltzburg, Schalksberg                                                                 | 8 km westlich von Langenenslingen im Landkreis Biberach | Ritterherrschaft Wilflingen waren Vasallen der Grafen von Veringen. | |
| Schernbach, Scerben, Schermen, Schirme                                                                   | Gemeinde Seewald im nördlichen Schwarzwald in Baden-Württemberg im Landkreis Freudenstadt | Graf Wolfrad Graf von Veringen und seine Söhne übergeben 1252 dem Kloster Reichenbach Güter zu Schernbach und Urnagold. | Kloster Reichenbach |
| Burg Schiltau, Schiltow oder Schiltowe                                                                   | Jungnau | Die Edlen von Schiltau waren ein Ministerialgeschlecht, das zeitweise im Dienst der Grafen von Veringen standen. | |
| Schnerkingen                                                                                             | Ortsteil von Meßkirch | Die Herren von Schnerkingen „fidelis“ der Grafen von Veringen. | |
| Schussenried, Schuzen, Schuzenriet, Shuzenriet                                                           | Bad Buchau | [ 5 ] | |
| Schwarzach                                                                                               | 3 km nordwestlich von Bad Saulgau | [ 5 ] | Durch Heirat nach 1250 an die Grafen Grüningen-Landau                                                                                         |
| Schwarzensee, Schwarzenberg                                                                              | Gemeinde Hergatz, südlich von Wangen im Allgäu, Landkreis Lindau (Bodensee) | Veringische Ministeriale. (Bradler S. 577.) | |
| Sederlitz, Sadirlinswilare                                                                               | Dürnast, Taldorf, Ortschaft der Stadt Ravensburg | 1189 tauschte eine nobilis homo de Sadirlinswilare aus der Gefolgschaft der Grafen von Veringen, mit Kloster Isny Besitz in Taldorf. (Bradler S. 258.) | |
| Seekirch, basilica … ad See, Sekilche                                                                    | am Federsee | Die hohe Obrigkeit waren die Grafen von Veringen. | |
| Siggen                                                                                                   | Gemeinde Argenbühl Landkreis Ravensburg | Adalbert von Willatz, aus dem Gefolge der Grafen von Veringen, schenkte 1094 einen Teil der Kirche von Siggen an das Kloster Allerheiligen Schaffhausen. (Bradler S. 258.) | Kloster Allerheiligen Schaffhausen |
| Sigmaringen, Sigimaringin                                                                                | | Graf Heinrich von Veringen hatte die Fischerei zu Sigmaringen inne. | |
| Sigmaringendorf                                                                                          | Landkreis Sigmaringen | Fischentz im Dorf Sigmaringen. | |
| Burg Siegeberg, Siegberg, Heineburg                                                                      | Im Geisinger Tal nordöstlich von Upflamör (Zwiefalten) im Landkreis Reutlingen | [ 4 ] [ 40 ] | |
| Sießen                                                                                                   | Bad Saulgau | [ 5 ] | |
| Sommersbach                                                                                              | Nordwestlich von Isny im Allgäu | 1171 übergab Walter von Sommersbach, aus dem Gefolge der Grafen von Veringen als Zeuge, dem Kloster Isny ein Rittergut (praedium) in seiner villa Sommersbach. (Bradler S. 258.) | |
| Sonthofen                                                                                                | Landkreis Oberallgäu | 1173 schenkte Konrad von Sonthofen, aus dem Gefolge der Grafen von Veringen, Güter in Engelhirsch an das Kloster Isny. (Bradler S. 259.) | Kloster Isny1 |
| Oberstaufen, Staufen                                                                                     | Landkreis Oberallgäu Ehemals im Alpegau, Albegau | Staufen war Bestandteil des großen Alpegaus, der zu den Grafen von Veringen gehörte. | |
| Steinenbach, Stenowe, Stambach, Steinibach                                                               | Gemeinde Aulendorf | Am 7. Feb. 1096 stiften Graf Mangold, seine Söhne Walther und Wolfrad, seine Gattin Lietphild viele Güter und Einkünfte, um damit eine Abtei zu gründen. Darunter seine Lehengüter im Eritgau in Steinenbach. | Schenkung an das Kloster St. Georg (Isny) |
| Stetten bei Ehingen                                                                                      | 5 km südwestl. von Ehingen | [ 7 ] | Durch Heirat nach 1250 an die Grafen Grüningen-Landau                                                                                         |
| Tafertsweiler, Tagebechtswiler, Tagebreteswilare                                                         | Teilort von Ostrach Landkreis Sigmaringen | Graf Heinrich von Veringen hat das Patronatsrecht in Tafertsweiler. | |
| Tamm, Thamm, Damme, Tamme                                                                                | Landkreis Ludwigsburg | [ 12 ] | |
| Tannenfels                                                                                               | Burg Tannenfels stand im Allgäu gegenüber der Burg Eglofs. Gemeinde Argenbühl im Landkreis Ravensburg | Eine Adelsfamilie von Tannenfels hatte unter anderem Besitz in Aigeltshofen und Rohrdorf (Isny). Sie waren Ministeriale der Grafen von Veringen. (Bradler S. 317–319 und 577.) | |
| Tautenhofen, Tutenhofen                                                                                  | | Wolfrad von Tautenhofen, aus der Gefolgschaft der Grafen von Veringen, übertrug nach 1094 Tautenhofen an das Kloster Allerheiligen Schaffhausen. | Kloster Allerheiligen Schaffhausen |
| Tigerfeld, Tigerfelt, Tygirinvelt                                                                        | Gemeinde Pfronstetten im Landkreis Reutlingen | Graf Heinrich von Veringen verkaufte 1287 dem Kloster Bebenhausen ein Gut zu Tigerfeld. 1297 schenkt er gemeinsam mit seinem Sohn Wolfrad dem Kloster Bebenhausen weitere Güter in Tigerfeld. | Kloster Bebenhausen |
| Großtissen, Tissen, Tussin                                                                               | Nördl. von Bad Saulgau | [ 4 ] | Durch Heirat nach 1250 an die Grafen Grüningen-Landau                                                                                         |
| Untermarchtal                                                                                            | Alb-Donau-Kreis etwa 15 Kilometer südwestlich von Ehingen. | Die Grafen von Veringen hatten als Lehen vergebenen Besitz am Ort. | |
| Trauchburg (Grafschaft)                                                                                  | Bei Isny | 1168 war Berthold von Trauchburg unter den Ministerialen des Grafen Wolfrad von Veringen. (Bradler S. 260ff.) | 1306 Verkauf an Waldburg |
| Trutzenweiler                                                                                            | Schmalegg, nordwestl. von Ravensburg | (Bradler S. 578.) | |
| Überlingen, Hibirlingen, Iburinga, Iburninga                                                             | | Graf Wolfrad von Veringen übergibt 1257 einen ihm und seinem Onkel, dem Grafen Mangold von Nellenburg vom Kaiser zu Lehen gehenden, dem Reichskämmerer Heinrich von Biegenburg als Afterlehen verliehenen Hof zu Überlingen an das Johanniterspital. | Johanniterspital (Überlingen) |
| Uigendorf, Ugendorf                                                                                      | 10 km östl. von Riedlingen | [ 4 ] | Durch Heirat nach 1250 an die Grafen Grüningen-Landau                                                                                         |
| Unlingen, Unlaingen, Unlaengen, Unlangen, Vlleingen                                                      | | Mitte des 13. Jahrhunderts befanden sich reichenauische Besitzungen in Unlingen als Lehen in den Händen der Grafen von Veringen. | |
| Unterhausen                                                                                              | an der Hohnauer Steige Landkreis Reutlingen | Graf Heinrich von Veringen verkaufte 1331 den Widemhof zu „Husen under Honowerstaige“ nebst dem Patronatsrechte der Kirche. | Hugo Spechtshart von Reutlingen |
| Upflamör mit Burg Siegeberg, Ufpflumern, villa Uplumare                                                  | Zwiefalten | Graf Wolfrad und Graf Heinrich, Kirchherr zu Veringen, Graf Heinrichs Söhne, und ihre Schwester Katherine verkauften 1311 die Burg Siegeberg und alles was dazu gehört an das Kloster Zwiefalten. | Kloster Zwiefalten |
| Urlau, Urallon                                                                                           | | (Bradler S. 260ff.) | |
| Urnagold, Inrenagolt, Nagelta                                                                            | Gemeinde Seewald im nördlichen Schwarzwald in Baden-Württemberg im Landkreis Freudenstadt | Graf Wolfrad Graf von Veringen und seine Söhne übergeben 1252 dem Kloster Reichenbach Güter zu Scherbbach und Urnagold. | Kloster Reichenbach |
| Burg Neu-Veringen                                                                                        | Am nordöstlich Rand der Stadt Riedlingen im Landkreis Biberach | Gründung durch die Grafen von Veringen. | |
| Veringendorf, Niederveringen, Unterveringen, Veringen das Dorf, Veringin, villa veringen                 | Gemeinde Veringenstadt | Graf Heinrich von Veringen verkaufte 1344 den Grafen Eberhard und Ulrich von Württemberg seine Rechte an der Burg und Stadt Veringen. | Eberhard und Ulrich von Württemberg Haus Württemberg                                                                                          |
| Veringenstadt, Veringin, Veriga, Veringen, Vöhringen, Vöhringen die Stadt, Weringen                      | | Stammsitz der Grafen von Veringen. Graf Heinrich von Veringen verkaufte 1344 den Grafen Eberhard und Ulrich von Württemberg seine Rechte an der Burg und Stadt Veringen. | Eberhard und Ulrich von Württemberg Haus Württemberg                                                                                          |
| Vorsee, Forchsei, Forse, Vorhse                                                                          | Gemeinde Wolpertswende, 5 km südöstl. von Altshausen im Landkreis Ravensburg | Die Grafen M. von Nellenburg, Heinrich von Altveringen und Heinrich von Neu-Veringen schenken 1277 dem Deutschen Orden zu Altshausen ein Gut in Vorsee. | Deutscher Orden zu Altshausen |
| Wald, advocatia Walde, silva benedicta, Walde                                                            | Königseggwald | Hezelo übergab den Ort Wald (Königseggwald) in den Schutz des Grafen Mangold von Alshausen-Veringen. | |
| Waldhausen (Altheim), Waldhusin                                                                          | Teilort von Altheim südwestlich von Riedlingen | [ 7 ] | Durch Heirat nach 1250 an die Grafen Grüningen-Landau                                                                                         |
| Waltrams                                                                                                 | Gemeinde Weitnau, Landkreis Oberallgäu | 1258 tritt Heinrich von Waltrams im Gefolge der Grafen von Veringen auf. (Bradler S. 266.) | |
| Wahlwies, Vvalahvis, Vvalawis, Walewis, Walwis                                                           | Teilort von Stockach | [ 7 ] | |
| Warmtal mit Burg                                                                                         | Weiler auf Markung Emerfeld Richtung Langenenslingen | [ 4 ] | Durch Heirat nach 1250 an die Grafen Grüningen-Landau                                                                                         |
| Watt (Hoßkirch)                                                                                          | Gemeinde Hoßkirch westl. von Altshausen | Am 7. Feb. 1096 stiften Graf Mangold, seine Söhne Walther und Wolfrad, seine Gattin Lietphild viele Güter und Einkünfte, um damit eine Abtei zu gründen. Darunter seine Lehengüter im Eritgau in Watt. | Schenkung an das Kloster St. Georg (Isny) |
| Weildorf (Salem)                                                                                         | Ortsteil der Gemeinde Salem im Bodenseekreis | Graf Wolfradus junior verkauft an das Kloster Salem für 60 Mark Silber seine Güter und Lehen in Weildorf. | Reichsabtei Salem |
| Wielazhofen                                                                                              | 5 km östlich von Leutkirch im Allgäu | (Bradler S. 267.) | |
| Wilflingen                                                                                               | 1 km südwestlich von Langenenslingen | 1085 urkundlich erwähnt, gehörte Wilflingen den Grafen von Veringen. 1267 Ritter Heinrich von Gundelfingen hatte vier Höfe von den Grafen von Veringen als Lehen. | Kloster Salem |
| Willatz                                                                                                  | Gemeinde Argenbühl | (Bradler S. 267.) | |
| Wilsingen                                                                                                | Südöstlich von Trochtelfingen | 1286–1288 Heinrich von Veringen übergibt dem Kloster Zwiefalten mehrere Güter in Wilsingen. | Kloster Zwiefalten |
| Willeratzhofen                                                                                           | Herlazhofen bei Leutkirch im Allgäu, Kreis Ravensburg | Berthold von Willerazhofen war 1274 Ministerialer der Grafen von Veringen. (Bradler S. 250.) | |
| Wimsheim (Zwiefalten)                                                                                    | Gemeinde Zwiefalten | Hof und Mühle zu Wimsheim. Adelheid, die Witwe des Grafen Heinrich von Veringen verkaufte 1368 die Vogtrechte von Wimsheim an die Freiherrn von Rechberg. | Freiherrn von Rechberg |
| Wirnsweiler, Wernzwiler, Wirenschweiler, Wirnschweiler                                                   | Teilort Tafertsweiler in der Gemeinde Ostrach | 1250 kauft Graf Konrad von Veringen "monachus de Salem" seinem Kloster "pro 30 solidis et uno modio siliginis" Besitzungen in Wirnsweiler das sogenannte "Colengut et Albert Waibelsguet" von Konrad Grämlich von Pfullendorf. | |
| Wuchzenhofen                                                                                             | Teilgemeinde von Leutkirch im Allgäu, Landkreis Ravensburg | (Bradler S. 267.) | |
| Würenlingen, Wirnalingen, Würelinge                                                                      | Im Bezirk Baden im Schweizer Kanton Aargau im unteren Aaretal zwischen Brugg und Waldshut (Deutschland) | 1282 verkauft Graf Heinrich von Veringen seinen Anteil an der Vogtei zu Wirnalingen. | Albrecht und Rudolf von Habsburg, Söhne des Königs Rudolph I.                                                                                 |
| Zeil (Grafschaft)                                                                                        | Leutkirch im Allgäu | 1172 Vasallen der Grafen von Veringen. (Bradler S. 267, 588.) | |
| Zell | Nördlich von Isny im Allgäu | Am 7. Feb. 1096 stiftet Graf Mangold unter anderem den Ort Zell, um damit eine Abtei zu gründen. | Schenkung an das Kloster Isny. |
| Zollenhausen, Zolenhausen, Zolnhausen                                                                    | unklar | Hans von Hornstein verkaufte 1343 ein Lehengut zu Zolnhausen von Graf Heinrich von Veringen an das Kloster Heiligkreuztal. | |
| Kloster Zwiefalten, Zvivaltun                                                                            | | Die Grafenbrüder Liuthold und Kuno von Achalm fürchteten, dass aus Ermangelung erbberechtigter Nachkommen gegen das Kloster Gewalt und Zwang ausgeübt werden könnte, wenn, sie es auch weiterhin unter ihrer Herrschaft behielten. (In Kunos Hand lag auch das Recht der Vogtei und Schirmherrschaft.) Daher übertrugen sie 1092 dem Grafen Mangold von Veringen das Eigentumsrecht unter der Bedingung, dass er zum Apostolischen Stuhl nach Rom ginge und das Kloster der Jungfrau Maria dem Schutz und der Herrschaft der römischen Kirche unterstelle. | |